# Kamen no Ninja Akakage
Kamen no Ninja Akakage  (仮面の忍者赤影?) es un manga creado por Mitsuteru Yokoyama entre los años 1966 y 1967 publicada en la revista Shūkan Shōnen Sunday, y que al año siguiente se realizaría un drama televisivo del manga que tendría mayor éxito en Japón y al igual como al manga duraría un año. Y en un 5 de abril de 1987 se realizaría un anime que sería producido por Toei Animation al igual como lo hizo con el drama televisivo de 1967, el anime duraría hasta el 22 de marzo de 1988.

## Personaje
Akakage es un ninja que viste un traje rojo y negro y una máscara roja estilizada. Fue creado por el artista de manga japonés Mitsuteru Yokoyama. Sus aventuras se desarrollan en el Japón feudal, donde Akakage y sus compinches ninja, Aokage (青影, Sombra Azul, un niño pequeño) y Shirokage (白影, Sombra Blanca, un anciano) luchan contra los malvados señores de la guerra. Los ninjas usan sus poderes de lucha sobrehumanos y sus dispositivos de alta tecnología para derrotar a estos señores de la guerra en un género conocido como daikaiju, en el que los protagonistas combaten una variedad de monstruos humanoides.

## Serie Tokusatsu de 1967
Kamen no Ninja Akakage (仮面の忍者赤影, Akakage Ninja Enmascarado), fue producido por Toei Company Ltd. y transmitido por KTV y Fuji TV desde el 5 de abril de 1967 hasta el 27 de marzo de 1968, con un total de 52 episodios ( dividido en cuatro segmentos). Akakage fue interpretado por Yuzaburo Sakaguchi, Aokage fue interpretado por Yoshinobu Kaneko (hermano menor del también actor infantil Mitsunobu Kaneko de Akuma-kun y la fama de Giant Robo) y Shirokage fue interpretado por Fuyukichi Maki.

### Desarrollo
Este fue el primer programa de superhéroes tokusatsu en color de Toei y la primera serie de televisión ninja de acción en vivo en color de Japón. Las imágenes de Aokage de la serie se utilizaron para crear varias películas de Watari con títulos como La espada mágica de Watari (que no debe confundirse con la película de 1966 Watari, Ninja Boy).

### Trama
La historia se desarrolla a fines del siglo XVI, cuando Japón se encontraba en medio de un largo período de guerras civiles. Mientras que algunos buscan unir a Japón para traer la paz, hay otros que fomentan el conflicto para traer más poder para ellos mismos. Akakage, Aokage y Shirokage son buenos ninjas que trabajan para aquellos que buscan la paz y la unidad y luchan contra los ninjas malvados y sus daikaiju (monstruos gigantes).
Aka-Kage, creado por Mitsuteru Yokoyama, es un ninja que viste un traje rojo y negro y una estilizada máscara roja. Sus aventuras tienen lugar en el Japón feudal, donde él y sus compinches ninja Aokage (青影? Un Niño Pequeño) y Shirokage (白影? Un Anciano) luchan contra los malvados señores de la guerra, magos y daikaiju utilizando artilugios de alta tecnología (una rareza evidente en una configuración de período).

### Personajes
- Akakage es el mejor espadachín de los tres y un maestro del disfraz. El cristal de su máscara dispara un rayo de energía. Akakage aparece en escena proclamando "Akakage Sanjō!"
- Aokage es un niño que juega con explosivos y usa un arma de cadena.
- Shirokage está armado con un arma de pértiga y vuela usando una cometa grande.

## Serie de anime de 1987
Kamen no Ninja Akakage (仮面の忍者赤影, Akakage Ninja Enmascarado) es el remake de anime producido por Toei que se emitió en Nippon Television del 13 de octubre de 1987 al 22 de marzo de 1988, con un total de 23 episodios. La serie completa fue lanzada en DVD por Toei Video el 10 de junio de 2015.

### Videojuego
Se creó un videojuego basado en la versión anime. Fue lanzado en 1988, por Toei, para Famicom. La música del juego fue compuesta por J-Walk.

## Película de acción real
Sombra Roja (SOMBRA ROJA 赤影, Reddo Shadō Akakage) es un remake suelto de la serie Akakage original. Fue lanzado en 2001 y fue dirigido por Hiroyuki Nakano. Está protagonizada por Masanobu Andō en el papel principal. Sin embargo, la historia, los personajes y sus disfraces fueron rediseñados desde cero.